# 2-十三炔
2-十三炔是一种有机化合物，化学式为C13H24。它可由1-十二炔、正丁基锂和碘甲烷的反应制得，或通过1,2-二溴十三烷在DMSO中和氨基钠的反应得到。它和过氧化叔丁醇在四己内酰胺二铑催化下反应，可以得到2-十三炔-4-酮。